# ماهیچه‌های عرضی‌خاری
ماهیچه‌های عرضی‌خاری (انگلیسی: Transversospinales) نامی است که به مجموعه ماهیچه‌های نیمه‌خاری (semispinal)، چندپاره (multifidus) و چرخاننده نهاده‌اند.